# Macy Gray
Macy Gray, pseudonimo di Natalie Renee McIntyre (Canton, 6 settembre 1967), è una cantante e attrice statunitense.
Il suo stile musicale mescola soul e jazz, con accenni "urban". Per questi motivi, è un'esponente del neo soul, sviluppatosi nella metà degli anni '90.

## Biografia
Fin da piccola si appassiona alla musica, ma viste le prese in giro dei suoi compagni di scuola, per via della sua voce buffa e roca, decide di parlare il meno possibile.
Si trasferisce a Los Angeles, dove canta in alcuni locali jazz, coinvolgendo amici ed altri artisti in lunghe jam session che si protraevano fin all'alba.
Nel 1999, dopo aver ottenuto un contratto discografico, pubblica On How Life Is. L'album ottiene un enorme successo da oltre sette milioni di copie nel mondo, anche grazie a brani come Do something e soprattutto I Try, che le fanno guadagnare un Grammy Award. Collabora con Fatboy Slim, prestando la sua voce nel brano Demons.
Nel 2001 pubblica il suo secondo album The Id, trascinato dai singoli Sexual Revolution e Sweet Baby che vanta la collaborazione con Erykah Badu. L'album è prodotto da Rick Rubin, e oltre la Badu, vanta collaborazioni nomi importanti della scena black contemporanea. Nel frattempo si guadagna la fama di artista bizzarra e imprevedibile, rilasciando dichiarazioni pubbliche spesso surreali.
Nel 2002 appare in Spider-Man, dove interpreta se stessa, e partecipa all'album Shaman di Carlos Santana.
Nel 2003 pubblica The Trouble with Being Myself che contiene brani come When I See You e She Ain't Right for You. Nel 2006 partecipa anche ad un episodio della terza stagione di Raven.
Nel marzo 2007 pubblica l'album Big, anticipato dal singolo Finally Made Me Happy che vede la collaborazione di Natalie Cole. L'album vanta inoltre collaborazioni con Justin Timberlake, Fergie, will.i.am e Nas.
Anticipato dal singolo Beauty in the World, nel giugno del 2010 pubblica il suo quinto album in studio dal titolo The Sellout.
Il 16 febbraio del 2012 partecipa al Festival di Sanremo in qualità di ospite, esibendosi al fianco di Gigi D'Alessio e Loredana Bertè con il brano Almeno tu nell'universo, nella versione inglese intitolata Flame. Il 19 febbraio dello stesso anno il designer Joshua Fenu la porta come ospite internazionale della trasmissione Chiambretti Sunday Show e le organizza un party Maison Rouge in suo onore a Milano.
In occasione del 40º anniversario della pubblicazione dell'album Talking Book di Stevie Wonder pubblica un tribute album nel 2012, nel quale interpreta tutte e dieci le tracce originali.

Nell'ottobre 2014 pubblica il suo ottavo album in studio, tal titolo The Way.
Nel settembre 2016 pubblica un album soul-jazz con l'etichetta Chesky Records di David Chesky. Il disco, intitolato Stripped, contiene sia brani originali che cover e remake di brani già editi.
Collabora con Ariana Grande nella canzone Leave Me Lonely, inserita nell'album Dangerous Woman.
Nel settembre 2018 pubblica l'album Ruby.
Nel 2022 Gray è stata confermata fra i 56 artisti partecipanti all'American Song Contest, in rappresentanza dello stato dell'Ohio.

## Discografia

### Album studio
- 1999 – On How Life Is
- 2001 – The Id
- 2003 – The Trouble with Being Myself
- 2007 – Big
- 2010 – The Sellout
- 2012 – Covered
- 2012 – Talking Book
- 2014 – The Way
- 2016 – Stripped
- 2018 – Ruby

### Altri album
- 2004 – The Very Best of Macy Gray
- 2005 – Live in Las Vegas

### Collaborazioni
- 2000 – All I Said - (Guru ft. Macy Gray e Pharrell Williams, Guru's Jazzmatazz, vol. III)
- 2001 – Request Line - (The Black Eyed Peas ft. Macy Gray, Bridging the Gap)
- 2001 – Geto Heaven Remix T.S.O.I. (The Sound of Illadelph) - (Common ft. Macy Gray, Like Water for Chocolate)
- 2001 – Demons - (Fatboy Slim ft. Macy Gray, Halfway Between the Gutter and the Stars)
- 2001 – Love Life - (Fatboy Slim ft. Macy Gray, Halfway Between the Gutter and the Stars)
- 2002 – Amore (Sexo) - (Carlos Santana ft. Macy Gray, Shaman)
- 2004 – Like the sun - (Zucchero Fornaciari con Macy Gray e Jeff Beck, Zu & Co.)
- 2005 – Don't Go Breaking My Heart - Old Dirty Bastard ft. Macy Gray (cover del brano di Elton John)
- 2005 – Love and War - Anthony Hamilton ft. Macy Gray (Soullife)
- 2006 – Greatest Show on Earth - (André 3000 degli Outkast ft. Macy Gray, Idlewild)
- 2009 – Can't hold back - (Kaz James ft. Macy Gray)
- 2010 – Real Love - (Bobby Brown ft. Macy Gray)
- 2012 – Io sarò per te - (Gigi D'Alessio ft. Macy Gray)
- 2016 – Leave Me Lonely - (Ariana Grande ft. Macy Gray, Dangerous Woman)

### Brani inseriti in colonne sonore
- 2002 – Time of My Life da 8 Mile (traccia nº 9)
- 2007 – Coming Back to You da Déjà vu - Corsa contro il tempo (traccia nº 11)
- 2009 – Don't forget me da I Love Shopping (film)

## Filmografia

### Cinema
- Training Day, regia di Antoine Fuqua (2001)
- Spider-Man (Spider Man), regia di Sam Raimi (2002)
- Scary Movie 3 - Una risata vi seppellirà (Scary Movie 3), regia di David Zucker (2003)
- Il giro del mondo in 80 giorni (Around the World in 80 Days), regia di Frank Coraci (2004)
- Il corvo - Preghiera maledetta (The Crow: Wicked Prayer), regia di Lance Mungia (2005)
- Shadowboxer, regia di Lee Daniels (2005)
- Domino, regia di Tony Scott (2005)
- Idlewild, regia di Bryan Barber (2006)
- For Colored Girls, regia di Tyler Perry (2010)
- The Paper Boy (The Paperboy), regia di Lee Daniels (2012)

### Televisione
- Ally McBeal – serie TV, episodio 3x20 (2000)
- American Dreams – serie TV, episodio 2x12 (2003)
- Raven (That's So Raven) – serie TV, episodio 3x04 (2003)
- Duck Dodgers – serie TV, episodio 2x10 (2004)
- American Dragon: Jake Long – serie TV, episodi 1x05–1x08 (2005)
- Missing (1-800-Missing) – serie TV, episodio 3x13 (2005)
- Dancing with the Stars – programma televisivo (2009) - concorrente stagione 9
- Le amiche di mamma (Fuller House) – serie TV, episodio 1x03 (2016)

## Doppiatrici italiane
Nelle versioni in italiano dei suoi film, Macy Gray è stata doppiata da:
- Laura Latini in Shadowboxer, Raven
- Emanuela Baroni in Domino
- Irene Di Valmo ne Il corvo - Preghiera maledetta
- Laura Romano in The Paperboy